# Pierre Arnould Meyer
Pour les articles homonymes, voir Meyer.
Pierre Arnould Meyer, né le 22 septembre 1762 à Gap (Hautes-Alpes), où il est mort le 24 décembre 1802, est un général de division de la Révolution française.

## États de service
Il entre en service le 10 août 1782 comme volontaire dans la compagnie de chasseurs du régiment de Champagne, il passe caporal le 17 janvier 1788, et il est congédié par ancienneté le 10 août 1790.
Instructeur dans la garde nationale des Hautes-Alpes, il est élu lieutenant-colonel en second du 2e bataillon de volontaires de ce département le 28 novembre 1791, et il est blessé à la bataille de Jemappes le 6 novembre 1792. Il prend le commandement de son bataillon le 1er août 1793 à l’armée du Nord.
Il est promu général de brigade le 27 août 1793 et général de division le 25 septembre suivant, à l’armée des Ardennes. Le 29 octobre, il commande la division de Maubeuge, et le 16 novembre il est relevé de son commandement, accusé de charlatanisme il est emprisonné à la Conciergerie à Paris.
Il est remis en liberté le 16 août 1794 et il est réintégré comme chef d’escadron au 8e régiment de cavalerie le 13 décembre 1794. Le 26 septembre 1797, il devient adjudant-général à l’armée du Rhin, en récompense de sa participation au coup d'État du 18 fructidor an V. 
En juin 1798 il prend la fonction de chef d’état-major de la 4e division de l’armée du Rhin, avant de rejoindre l’armée d’Helvétie en novembre de la même année. 
Le 22 avril 1799, il obtient un congé pour maladie, et le 19 octobre il est affecté comme chef d’état-major de la 9e division militaire dans le département de la Lozère. 
Il est mis en congé de réforme le 23 septembre 1801.
Il meurt en 1802 à Gap.

## Sources
- (en) « Generals Who Served in the French Army during the Period 1789 - 1814: Eberle to Exelmans »
- Thierry Pouliquen, « Les généraux français et étrangers ayant servis [sic] dans la Grande Armée » (consulté le 15 juin 2014)
- Étienne Charavay, Correspondance général de Carnot, tome 3, imprimerie Nationale, 1897, p. 101.
- (pl) « Napoléon.org.pl »
- Georges Six, Dictionnaire biographique des généraux & amiraux français de la Révolution et de l'Empire (1792-1814) Paris : Librairie G. Saffroy, 1934, 2 vol.